# JJ
jj (произнася се джей джей и винаги се изписва с малки букви) е електронна група, базирана в Гьотеборг, Швеция.
Известна е със смесването на дрийм поп с балераски бийтове. Групата се издава от независимия лейбъл Sincerely Yours, който е създаден от електронната група The Tough Alliance. Членовете на jj са Йоаким Бенон и Елин Кастландер.
В началото на 2009 jj издават EP диска „jj n° 1“, а два месеца и дебютния си студиен албум „jj n°2“. Двете издания са приети повече от позитивно от музикалната критика в Европа.
На 24 декември 2009 групата подписва с американския лейбъл Secretly Canadian, който да ги представя в Северна Америка. На следващата година дуото издава втория си „jj n°3“ едновременно в Европа и САЩ. Април 2010 групата е на първото си северноамериканско турне. Свирят заедно с британската електронна група The xx. В Европа jj изнасят няколко концерта под формата на малко самостоятелно турне.
На 12 октомври компилацията от кавър версии „Kills“ е пусната за свободно сваляне на сайта на Sincerely Yours.

## Дискография

### Албуми
- „jj n° 2“ (2009)
- „jj n° 3“ (2010)

### Сингли и EP-та
- „jj n° 1“ (2009)
- „a jj“ 12" (2009)

### Други
- „Kills“ (2010)